# Dušan Herda
Dušan Herda (ur. 15 lipca 1951 w Jacovcach) – słowacki piłkarz grający na pozycji pomocnika. W czasie swojej kariery występował w Slavii Praga, Dukli Praga, Bohemiansie i SC Xaverov. W reprezentacji Czechosłowacji zagrał 2 razy. Był członkiem kadry na Mistrzostwach Europy 1976.